# Giacomo Ricci

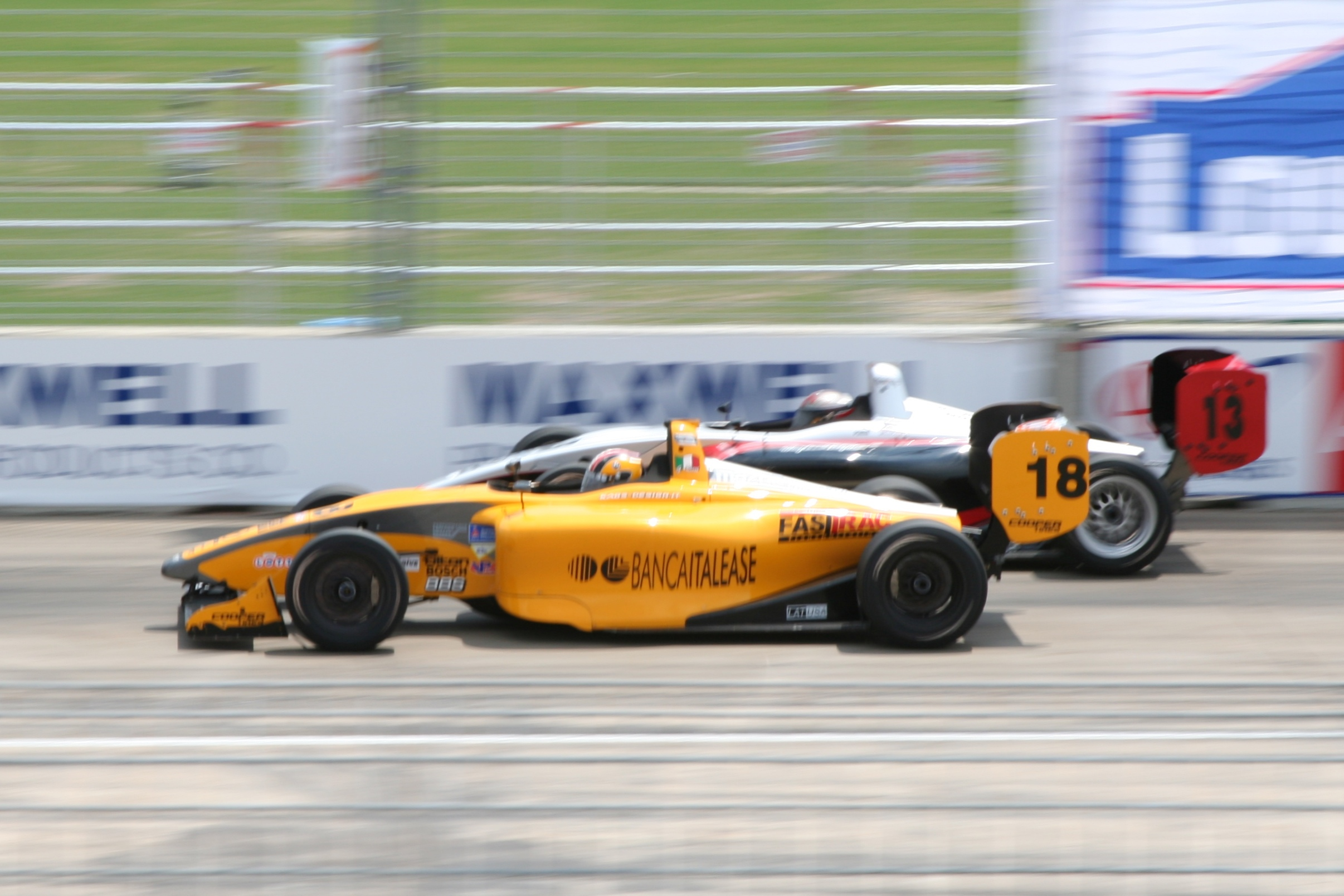
Ricci (vorne) bei einem Rennen in der Atlantic Championship 2007

Giacomo Ricci (* 30. März 1985 in Mailand) ist ein italienischer Teammanager im Motorsport und ehemaliger Automobilrennfahrer.

## Karriere
Ricci begann seine Motorsportkarriere 1992 im Kartsport, den er bis 2000 ausübte. 2001 wechselte er in den Formelsport und startete in der deutschen Formel BMW. Am Saisonende belegte er mit einem Sieg den siebten Gesamtrang. Außerdem startete er bei einem Rennen der italienischen Formel Renault. 2002 bestritt er in keiner Rennserie eine komplette Saison, sondern startete bei einigen Rennen der deutschen Formel BMW, der deutschen Formel Renault und im Formel Renault 2.0 Eurocup. Obwohl er bereits in der italienischen und deutschen Formel Renault sowie im Formel Renault 2.0 Eurocup gefahren war, ging er 2003 in der ebenfalls zur Formel Renault gehörenden, aber niederrangigeren spanischen Formel Junior 1600 hat den Start. Er wurde Vierter in der Fahrerwertung.
2004 bestritt Ricci erneut keine komplette Saison und fuhr acht Rennen in der World Series by Nissan und vier Rennen in der Euroseries 3000. 2005 bestritt er eine komplette Saison in der Euroseries 3000, die inzwischen in italienische Formel 3000 umbenannt worden war. Für das Team Astromega startend erreichte er vier Podest-Platzierungen und belegte, obwohl er kein Rennen gewonnen hatte, den dritten Gesamtrang. 2006 blieb Ricci in dieser Meisterschaft, die inzwischen wieder Euroseries 3000 hieß. Er trat für das Meisterteam aus der Vorsaison, FMS International, an und gewann mit fünf Siegen und insgesamt dreizehn Podiumsplätzen die Meisterschaft.
2007 konzentrierte sich Ricci auf den nordamerikanischen Motorsport und trat in der Atlantic Championship an. Obwohl er weder einen Sieg noch einen Podiumsplatz verzeichnen konnte, belegte er den sechsten Platz in der Fahrerwertung. Er war hinter Franck Perera und Robert Wickens der drittbeste Rookie der Saison 2007. Da die Saison bereits im August zu Ende war, kehrte er nach dem Saisonende in die Euroseries 3000 zurück und gewann auf Anhieb ein Rennen. Mit einem weiteren Sieg belegte er am Saisonende den fünften Platz im Gesamtklassement, obwohl er bei den meisten Rennen nicht am Start war.
2008 erhielt Ricci die Chance, in der GP2-Serie den verletzten Michael Herck bei David Price Racing zu ersetzen. Ricci fuhr an zwei Wochenende als zweiter Fahrer neben Diego Nunes, wurde dann aber durch Andy Souček ersetzt. 2008 fuhr Ricci außerdem für mehrere Teams in der Sportwagen-Rennserie International GT Open. Mit Giacomo Petrobelli und später mit Matteo Bobbi beendete er zwei Rennen auf dem Podium der leistungsstärkeren Kategorie GTA. Zuvor pilotierte er jedoch einen Aston Martin DBRS9 in der seriennäheren GTS-Klasse, die er zusammen mit Max Wiser beim zweiten Lauf in Spa-Francorchamps als Klassensieger beendete. Im Formelsport nahm er außerdem an je zwei Rennen der italienischen Formel-3-Meisterschaft und der Internationalen Formel Master teil.
Die Saison 2008/2009 der GP2-Asia-Serie bestritt Ricci komplett. Nach einem Rennwochenende für Trident Racing wechselte er zurück zu David Price Racing, für die er in der Saison 2009 auch in der europäischen Hauptserie der GP2 startete. Nach vier Rennwochenenden wurde er durch Franck Perera ersetzt. Im Sportwagensport hingegen erhielt er in der International GT Open nun ein festes Cockpit in einem Ferrari F430 GTC. An der Seite von Michele Rugolo gewann er einen Meisterschaftslauf und beendete fünf weiteren Rennen auf das Podium der leistungsstärkeren Klasse. Zusätzlich erhielt er bei Farnbacher Racing die Möglichkeit an einem Lauf der Le Mans Series teilzunehmen.
Für die GP2-Asia-Serie-Saison 2009/2010 kehrte Ricci zu David Price Racing zurück und ging erneut als Teamkollege von Herck an den Start. Nachdem er am zweiten Rennwochenende auf dem Yas Marina Circuit im Hauptrennen seine ersten Punkte in der GP2-Asia-Serie erzielt hatte, gelang ihm im darauf folgenden Sprintrennen als Dritter seine erste Podest-Platzierung. Nach einem zweiten Platz beim ersten Auftritt in Sakhir gewann er das letzte Rennen beim zweiten Wochenende in Sakhir. Am Saisonende belegte er punktgleich mit dem Vizemeister Luca Filippi den dritten Gesamtrang. Anschließend blieb Ricci zunächst bei David Price Racing und bestritt auch die reguläre Saison 2010 der GP2-Serie für den britischen Rennstall. Nachdem er nach einem zweiten Platz beim Saisonauftakt, der seine erste Punkt- und Podest-Platzierung in der GP2-Serie war, mehrere Rennwochenenden ohne Punkte blieb, gelang ihm auf dem Hungaroring sein erster GP2-Sieg. Trotz seines Sieges trennte sich David Price Racing nach dem Rennen von Ricci, da er das Cockpit für die restlichen Rennen nicht mehr bezahlen konnte. Am Saisonende wurde er den 13. in der Fahrerwertung. Anschließend trat er für RP Motorsport bei einem Rennwochenende der Auto GP, der Nachfolgeserie der Euroseries 3000, an. Mit einem zweiten Platz als bestes Ergebnis belegte er den zwölften Gesamtrang. Außerdem nahm er an zwei Rennwochenenden der Superleague Formula teil.
2011 war Ricci in keiner Rennserie aktiv. Im November nahm er für Super Nova Racing an einer GP2-Einzelveranstaltung teil. Er schloss sie auf dem 15. Rang ab. 2012 ging Ricci für Zele Racing bei zwei Veranstaltungen der Auto GP World Series an den Start. Dabei erzielte er mit einem dritten Platz eine Podest-Platzierung. Zum letzten Saisonrennen kehrte er, diesmal für das MLR71 Racing Team, in die Auto GP zurück. Er wurde Elfter in der Fahrerwertung. Für die Saison 2013 erhielt Ricci beim MLR71 Racing Team ein Vollzeitcockpit für die Auto GP. Allerdings wurde der Vertrag bereits nach dem ersten Rennwochenende aufgelöst. Ricci übernahm auch Management-Aufgaben für den Rennstall. Darüber hinaus nahm Ricci 2013 am 24-Stunden-Rennen auf dem Nürburgring teil.
2014 wechselte Ricci vollständig ins Motorsport-Management. Bei Trident Racing wurde er Teammanager des GP2- und GP3-Teams.

## Karrierestationen
| Saison  | Serie                                | Team                            | Rennen | Poles | Siege | Punkte | Fahrerwertung |
| ------- | ------------------------------------ | ------------------------------- | ------ | ----- | ----- | ------ | ------------- |
| 2001    | Deutsche Formel BMW                  | CTS-Motorsport                  | 20     | 0     | 1     | 94     | 7.            |
| 2001    | Italienische Formel Renault          | Toby Fortec Racing              | 1      | 0     | 0     | 0      | –             |
| 2002    | Deutsche Formel Renault              | SL Formula Racing               | 8      | 0     | 0     | 26     | 28.           |
| 2002    | Formel Renault 2.0 Eurocup           | KUG Motorsport                  | 6      | 0     | 0     | 0      | –             |
| 2002    | Deutsche BMW Formel                  | KUG-DeWalt Racing               | 6      | 0     | 0     | 15     | 18.           |
| 2003    | Spanische Formel Renault 1600        | ?                               | ?      | ?     | ?     | 106    | 4.            |
| 2003    | Fran-Am 2000 Winterweltmeisterschaft | Team Italia                     | 1      | 0     | 0     | 30     | 29.           |
| 2004    | World Series by Nissan               | Vergani Racing                  | 8      | 0     | 0     | 4      | 19.           |
| 2004    | Euroseries 3000                      | Power Tech                      | 4      | 0     | 0     | 0      | –             |
| 2005    | Italienische Formel 3000             | Team Astromega                  | 8      | 0     | 0     | 33     | 3.            |
| 2006    | Euroseries 3000                      | FMS International               | 18     | 1     | 5     | 106    | 1.            |
| 2007    | Atlantic Championship                | Conquest Racing                 | 12     | 0     | 0     | 188    | 6.            |
| 2007    | Euroseries 3000                      | G-Tec ELK Motorsport            | 6      | 0     | 2     | 37     | 5.            |
| 2008    | GP2-Serie                            | David Price Racing              | 4      | 0     | 0     | 0      | 31.           |
| 2008    | International GT Open                | GPC Sport (GTA)                 | 6      | 0     | 0     | 19     | 12.           |
| 2008    | International GT Open                | Bull Racing Sol (GTA)           | 6      | 0     | 0     | 19     | 12.           |
| 2008    | International GT Open                | Konrad Motorsport (GTA)         | 6      | 0     | 0     | 19     | 12.           |
| 2008    | International GT Open                | Villois Racing (GTS)            | 4      | 0     | 1     | 26     | 10.           |
| 2008    | Italienische Formel-3-Meisterschaft  | BVM - Target Racing Srl         | 2      | 0     | 0     | 5      | 15.           |
| 2008    | Internationale Formel Master         | Euronova Racing                 | 2      | 0     | 0     | 0      | –             |
| 2008/09 | GP2-Asia-Serie                       | Trident Racing                  | 2      | 0     | 0     | 0      | 27.           |
| 2008/09 | GP2-Asia-Serie                       | David Price Racing              | 9      | 0     | 0     | 0      | 27.           |
| 2009    | GP2-Serie                            | David Price Racing              | 8      | 0     | 0     | 0      | 27.           |
| 2009    | International GT Open                | Advanced Engineering (Super GT) | 12     | 1     | 1     | 127    | 5.            |
| 2009    | Le Mans Series                       | Farnbacher Racing (GT2)         | 1      | 0     | 0     | 3      | 20.           |
| 2009/10 | GP2-Asia-Serie                       | David Price Racing              | 8      | 0     | 1     | 29     | 3.            |
| 2010    | GP2-Serie                            | David Price Racing              | 14     | 0     | 1     | 16     | 13.           |
| 2010    | Auto GP                              | RP Motorsport                   | 2      | 0     | 0     | 8      | 12.           |
| 2010    | Superleague Formula                  | GU-Racing International         | 4      | 0     | 0     | 12     | —             |
| 2011    | GP2 Final                            | Super Nova Racing               | 2      | 0     | 0     | 0      | 15.           |
| 2012    | Auto GP World Series                 | Zele Racing                     | 6      | 0     | 0     | 40     | 11.           |
| 2013    | Auto GP                              | MLR71 Racing Team               | 2      | 0     | 0     | 0      | 24.           |